# Mahéru
Mahéru est une commune française, située dans le département de l'Orne en région Normandie, peuplée de 275 habitants.

## Géographie
Couvrant 1 963 hectares, son territoire était le troisième le plus étendu du canton de Moulins-la-Marche derrière Les Aspres (2 321 ha) et La Ferrière-au-Doyen (2 247 ha) ; l'altitude maximale est de 314 m (vers le nord de la commune, au nord du lieu-dit le Rendez-Vous), l'altitude minimale de 172 m (à l'extrême sud, près de la Sarthe) et celle du bourg de 244 m.
Le ruisseau de Mahéru prend sa source dans un étang à l'est du bourg au nord du lieu-dit la Queurie, et se jette dans la Sarthe.
Les communes voisines sont Fay, Moulins-la-Marche, Saint-Aubin-de-Courteraie, Saint-Agnan-sur-Sarthe, Sainte-Gauburge-Sainte-Colombe.
Mahéru fait partie de la communauté de communes des Pays de L'Aigle.

### Hydrographie
La commune est traversée par la ligne de partage des eaux entre les bassins hydrographiques Seine-Normandie et Loire-Bretagne. Elle est drainée par la Sarthe, l'Iton, le Fay, le ruisseau de Fay, le fossé 01 de la Bardière, le fossé 01 de la commune de Maheru, le Mahéru, le ruisseau de la Fontaine, le ruisseau de la Gazinière, le ruisseau de L'Ile, le ruisseau de Mahéru, le ruisseau des Aulnais et le ruisseau du Vauferment,,.
La Sarthe, d'une longueur de 314 km, prend sa source dans la commune de Soligny-la-Trappe, au hameau de Somsarthe, c'est-à-dire "sommet de la Sarthe", à une altitude de 250 mètres. Sur une grande partie de son cours, elle marque alors la limite entre les départements de l'Orne et de la Sarthe et conflue avec la Mayenne à Angers à une altitude de 15 mètres, pour former la Maine. 
L'Iton, d'une longueur de 132 km, prend sa source dans la commune  et se jette  dans l'Eure à Acquigny, après avoir traversé 39 communes. 

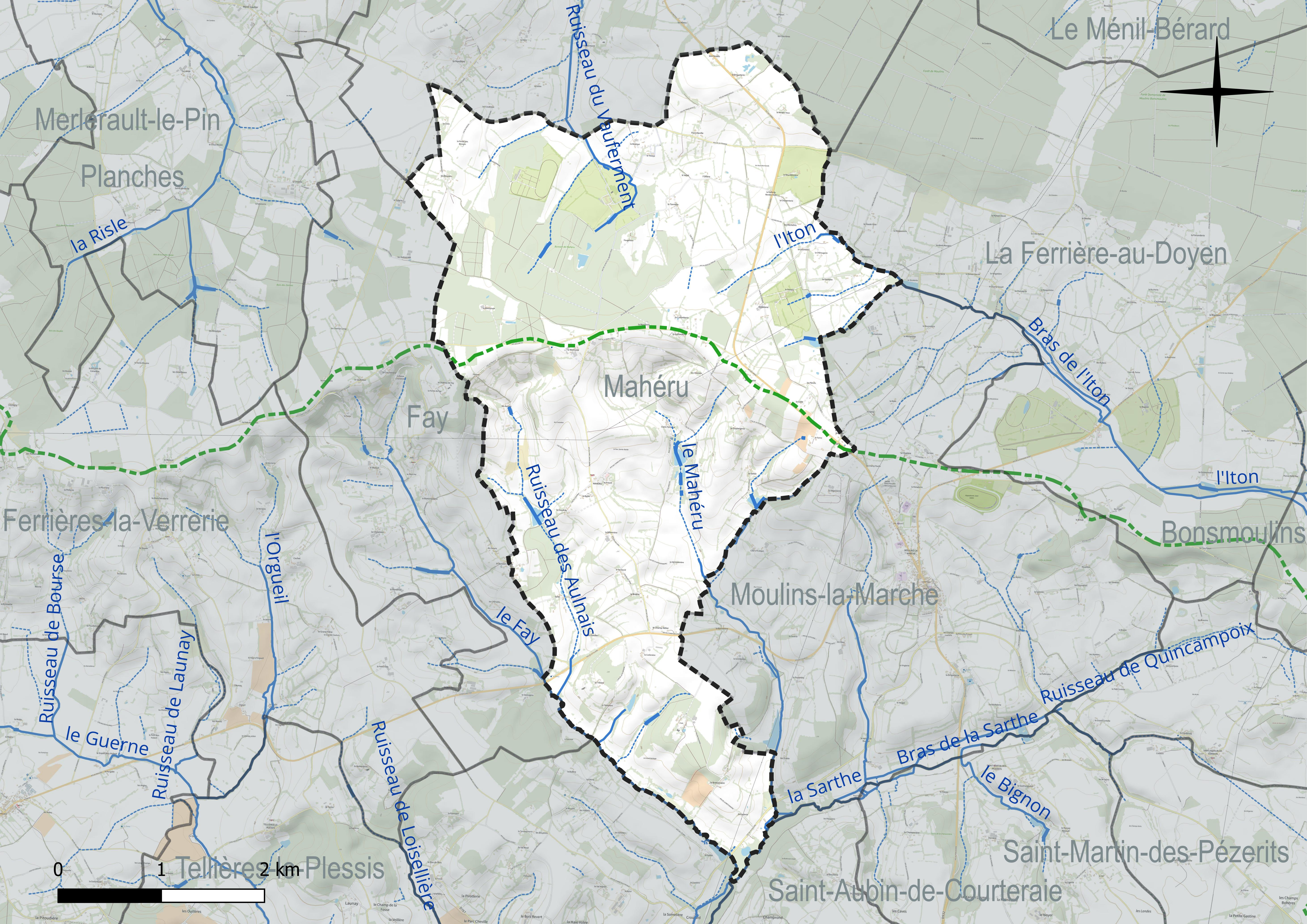
Réseau hydrographique de Mahéru.

### Climat
Pour des articles plus généraux, voir Climat de la Normandie et Climat de l'Orne.
En 2010, le climat de la commune est de type climat océanique dégradé des plaines du Centre et du Nord, selon une étude du CNRS s'appuyant sur une série de données couvrant la période 1971-2000. En 2020, Météo-France publie une typologie des climats de la France métropolitaine dans laquelle la commune est exposée à un climat océanique altéré et est dans la région climatique Normandie (Cotentin, Orne), caractérisée par une pluviométrie relativement élevée (850 mm/a) et un été frais (15,5 °C) et venté. Parallèlement le GIEC normand, un groupe régional d’experts sur le climat, différencie quant à lui, dans une étude de 2020, trois grands types de climats pour la région Normandie, nuancés à une échelle plus fine par les facteurs géographiques locaux. La commune est, selon ce zonage, exposée à un « climat contrasté des collines », correspondant au Pays d'Ouche et au Perche et bénéficiant d’un caractère continental affirmé avec des précipitations atténuées et des amplitudes thermiques fortes.
Pour la période 1971-2000, la température annuelle moyenne est de 10,2 °C, avec une amplitude thermique annuelle de 14,6 °C. Le cumul annuel moyen de précipitations est de 821 mm, avec 12,9 jours de précipitations en janvier et 8,1 jours en juillet. Pour la période 1991-2020, la température moyenne annuelle observée sur la station météorologique la plus proche, située sur la commune du Merlerault à 12 km à vol d'oiseau, est de 0,0 °C et le cumul annuel moyen de précipitations est de 0,0 mm,. Pour l'avenir, les paramètres climatiques de la commune estimés pour 2050 selon différents scénarios d’émission de gaz à effet de serre sont consultables sur un site dédié publié par Météo-France en novembre 2022.

## Urbanisme

### Typologie
Au 1er janvier 2024, Mahéru est catégorisée commune rurale à habitat très dispersé, selon la nouvelle grille communale de densité à sept niveaux définie par l'Insee en 2022.
Elle est située hors unité urbaine et hors attraction des villes,.

### Occupation des sols
L'occupation des sols de la commune, telle qu'elle ressort de la base de données européenne d’occupation biophysique des sols Corine Land Cover (CLC), est marquée par l'importance des territoires agricoles (84 % en 2018), une proportion identique à celle de 1990 (84 %). La répartition détaillée en 2018 est la suivante : 
prairies (53,9 %), terres arables (24,2 %), forêts (16 %), zones agricoles hétérogènes (5,9 %). L'évolution de l’occupation des sols de la commune et de ses infrastructures peut être observée sur les différentes représentations cartographiques du territoire : la carte de Cassini (XVIIIe siècle), la carte d'état-major (1820-1866) et les cartes ou photos aériennes de l'IGN pour la période actuelle (1950 à aujourd'hui).

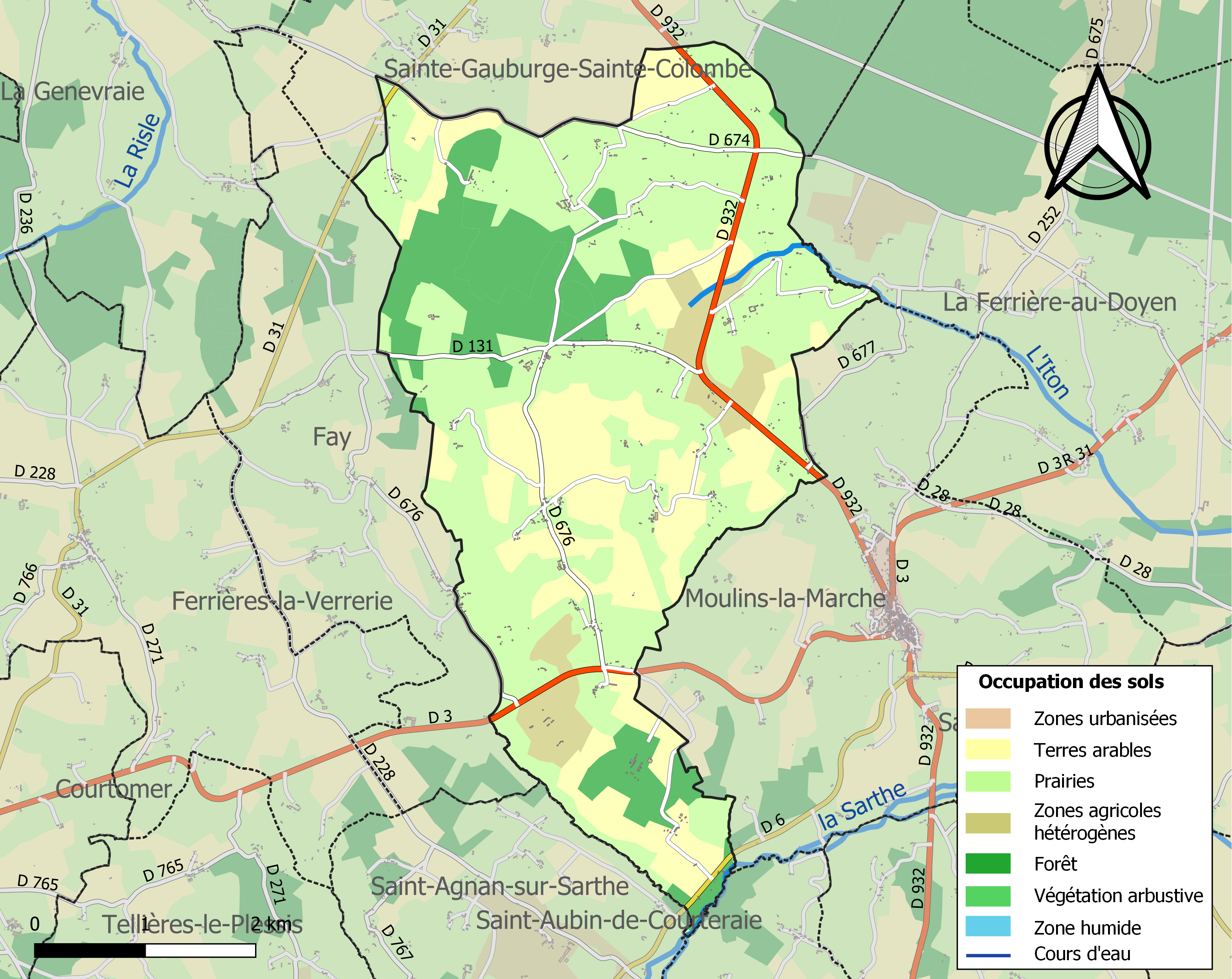
Carte des infrastructures et de l'occupation des sols de la commune en 2018 (CLC).

## Toponymie
Le nom de la localité est attesté sous les formes Mahern en 1793, Maherue et Falandres en 1801.

## Politique et administration
| Période    | Période   | Identité                     | Étiquette | Qualité           |
| ---------- | --------- | ---------------------------- | --------- | ----------------- |
| 1921       | 1951      | Émile-Henri Théophile Havard |           |                   |
| avant 1988 | ?         | Pierre Desclos               |           |                   |
| ?          | mars 2001 | Henri Chevillon              |           |                   |
| mars 2001  | mai 2020  | Jean-Marie Cormier           | SE        | Agriculteur       |
| mai 2020   | En cours  | François Hurel               | SE        | Ingénieur conseil |

## Démographie
L'évolution du nombre d'habitants est connue à travers les recensements de la population effectués dans la commune depuis 1793. Pour les communes de moins de 10 000 habitants, une enquête de recensement portant sur toute la population est réalisée tous les cinq ans, les populations de référence des années intermédiaires étant quant à elles estimées par interpolation ou extrapolation. Pour la commune, le premier recensement exhaustif entrant dans le cadre du nouveau dispositif a été réalisé en 2007.
En 2022, la commune comptait 275 habitants, en évolution de +4,56 % par rapport à 2016 (Orne : −3,21 %, France hors Mayotte : +2,11 %).
| 1793  | 1800 | 1806 | 1821 | 1836 | 1841 | 1846 | 1851 | 1856 |
| ----- | ---- | ---- | ---- | ---- | ---- | ---- | ---- | ---- |
| 1 030 | 680  | 898  | 728  | 812  | 805  | 800  | 770  | 757  |

| 1861 | 1866 | 1872 | 1876 | 1881 | 1886 | 1891 | 1896 | 1901 |
| ---- | ---- | ---- | ---- | ---- | ---- | ---- | ---- | ---- |
| 723  | 665  | 605  | 614  | 585  | 584  | 578  | 464  | 469  |

| 1906 | 1911 | 1921 | 1926 | 1931 | 1936 | 1946 | 1954 | 1962 |
| ---- | ---- | ---- | ---- | ---- | ---- | ---- | ---- | ---- |
| 435  | 458  | 440  | 436  | 463  | 413  | 441  | 456  | 403  |

| 1968 | 1975 | 1982 | 1990 | 1999 | 2006 | 2007 | 2012 | 2017 |
| ---- | ---- | ---- | ---- | ---- | ---- | ---- | ---- | ---- |
| 337  | 288  | 250  | 250  | 261  | 255  | 254  | 251  | 266  |

| 2022 | - | - | - | - | - | - | - | - |
| ---- | - | - | - | - | - | - | - | - |
| 275  | - | - | - | - | - | - | - | - |

La densité de la population est de 13 habitants par kilomètre carré.

## Économie
Le taux de chômage de Mahéru est de 8 % de la population active en 2019.

## Lieux et monuments

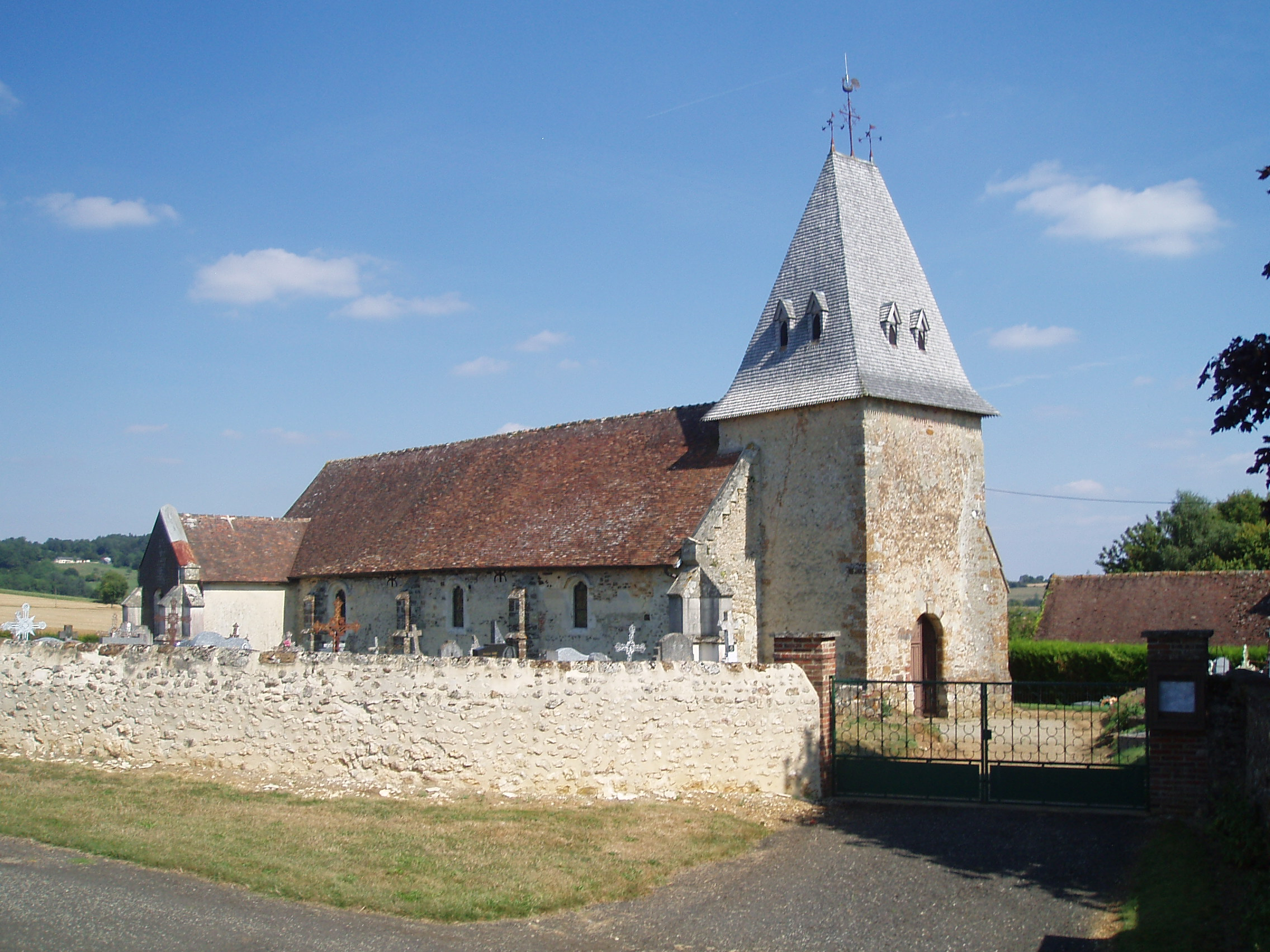
L'église Saint-Denis.

L'église Saint-Denis de Mahéru date du XIIe siècle.
Une stèle à la mémoire du 2nd Lieutenant Warren Russel Lobdell, pilote du 358th Fighter Group, 366th Fighter Squadron de la 9th US Air Force, est située aux abords de la mairie. Il fut tué dans un combat aérien à bord de son appareil P47 Thunderbolt, le 27 juin 1944.

## Activités et manifestations
Des promenades autour de Mahéru sont référencées.
Trail en Rose au départ de Mahéru.